# 슈툼군

포모제주 지도에 표시된 슈툼군의 위치

슈툼군(폴란드어: powiat sztumski)은 폴란드 포모제주에 위치한 군으로 군청 소재지는 슈툼이며 면적은 730.85km2, 인구는 41,476명(2019년 기준), 인구 밀도는 57명/km2이다.
북쪽으로는 말보르크군, 북동쪽으로는 바르미아마주리주 엘블롱크군, 동쪽으로는 바르미아마주리주 오스트루다군, 남동쪽으로는 바르미아마주리주 이와바군, 남쪽으로는 크비진군, 서쪽으로는 트체프군과 접한다. 5개 지방 자치체(2개 도시형 농촌, 3개 농촌)를 관할한다.

군기
군 문장